# Финансовый рынок
Финансовый рынок (от лат. financia — наличность, доход) — система экономических взаимоотношений, связанных с заимствованием, выпуском, покупкой, продажей ценных бумаг, драгоценных металлов, валют и других инструментов инвестирования.
На финансовом рынке происходит мобилизация капитала, предоставление кредита, осуществление обменных денежных операций и размещение финансовых средств в производстве. А совокупность спроса и предложения на капитал кредиторов и заёмщиков разных стран образует мировой финансовый рынок.
В качестве составных частей финансового рынка выделяют: рынок ссудных капиталов (денежный рынок, кредитный рынок), валютный рынок, рынок ценных бумаг (первичный, вторичный, третичный), рынок страхования и перестрахования, рынок драгоценных металлов.
Функционирование финансового рынка обеспечивают корпорации, банки и другие кредитно-финансовые организации, биржи. Участие физических лиц в операциях на финансовом рынке определяется национальным законодательством. В зависимости от страны, регулированием финансового рынка может заниматься единый орган (как в России), либо несколько органов.

## История
Элементы мирового финансового рынка стали формироваться ещё во времена феодализма. С развитием товарно-денежных отношений и появлением ценных бумаг образовался рынок капитала.
Исторически сформировались две основные модели финансовых рынков: финансовая система, ориентированная на банковское финансирование — bank based financial system, так называемая континентальная модель, — и финансовая система, ориентированная на рынок ценных бумаг и систему институциональных инвесторов (страховые компании, инвестиционные и пенсионные фонды) — market based financial system, или англо-американская модель.
Для англо-американской модели характерна ориентация на публичное размещение ценных бумаг и высокий уровень развития вторичного рынка, который по объему значительно больше вторичного рынка стран континентальной Европы.
Для континентальной модели характерен высокий уровень концентрации акционерных капиталов при небольшом количестве акционеров и непубличности размещения ценных бумаг, а вторичный рынок не так развит.
В конце ХХ — в начале XXI веков во многих европейских странах финансовые рынки начали приобретать черты англо-американской модели, и происходит постепенное сближение, конвергенция континентальной и англо-американской моделей финансовых рынков.

## Составные части финансового рынка

### По уровню рынка
- Первичный рынок — представляет собой рынок новых выпусков или новых финансовых требований. Первичный рынок имеет дело с ценными бумагами, которые будет покупать их первый владелец. Первичное публичное предложение (IPO) — наиболее распространённая процедура первичного размещения ценных бумаг. Выручка от первичного размещения переходит в распоряжение эмитента ценной бумаги.
- Вторичный рынок — рынок для продажи ценных бумаг их текущими владельцами. Другими словами, на этом рынке торгуются ценные бумаги, которые ранее уже были размещены на первичном рынке. Как правило, торговля на фондовой бирже представляет собой именно вторичный рынок. Выручка от операций на вторичном рынке переходит в распоряжение предыдущего владельца, а не эмитента ценных бумаг. Хотя эмитенты напрямую не заинтересованы в развитии вторичного рынка, но его наличие делает ценные бумаги ликвидными, что формирует стабильный интерес к первичному рынку, особенно если на него повторно выходит компания, бумаги которой уже представлены на вторичном рынке. У инвесторов тогда есть критерии для сравнения и понимание перспектив.
- Третичный рынок — торговля на бирже ценными бумагами, основанными на внебиржевом (OTC) рынке. Эти сделки позволяют институциональным инвесторам напрямую торговать блоками ценных бумаг, а не посредством обмена, обеспечивая ликвидность и сохраняя анонимность покупателей. Третичный рынок был впервые разработан в 1960-х годах и сегодня существует целый ряд брокерских фирм, ориентированных на третичный рынок (в последнее время в форме «тёмных бассейнов[англ.]»)[3].